# Costa del Oro

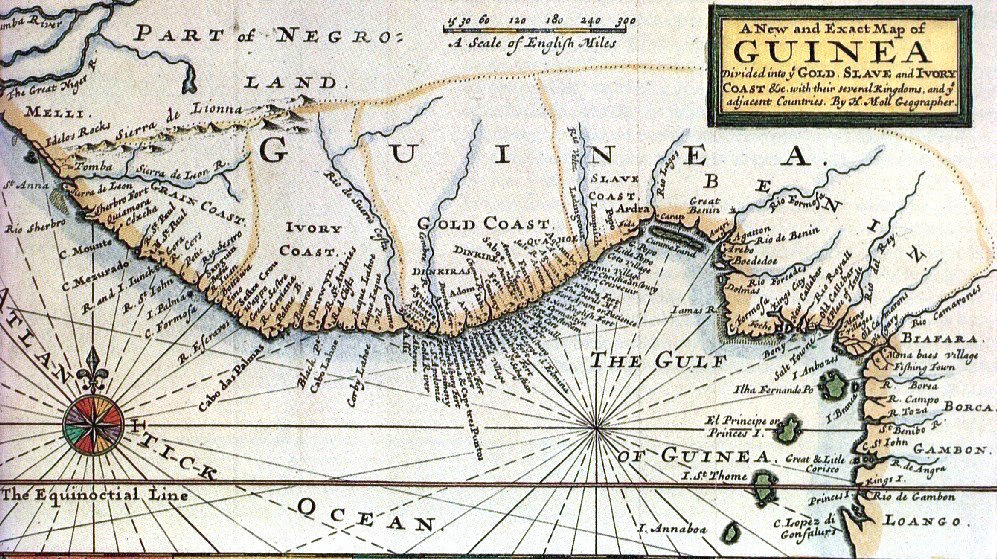
Mapa histórico de la costa de Guinea, llamada «Costa de Oro»

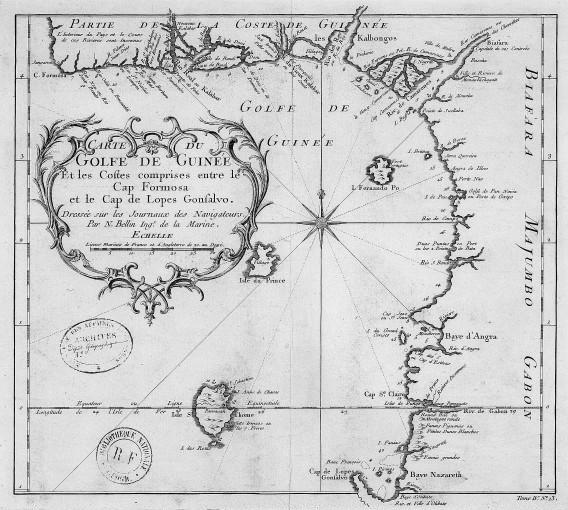
Mapa histórico del golfo de Guinea

La Costa del Oro fue el nombre dado por los colonizadores europeos a la costa occidental del golfo de Guinea, una región que en la actualidad pertenece a Ghana. Las «costas» (del oro, de los esclavos y de marfil) fueron nombradas en virtud de los recursos que poseían. Los primeros usos del término se referían literalmente a la costa y no al interior, aunque desde el siglo XIX también se usaba para referirse a zonas alejadas de la costa. La Costa del Oro se encontraba hacia el este de la Costa de Marfil y al oeste de la Costa de los esclavos. 

## Historia
Fue colonizada por primera vez por los portugueses, siendo el primer asentamiento el de la Costa del Oro portuguesa de 1482. En 1642 pasó a formar parte de la Costa del Oro neerlandesa, colonizada por los neerlandeses desde 1598. Los neerlandeses se mantuvieron en la región hasta 1871, cuando el último de sus asentamientos fue tomado por los británicos.  
Existió asimismo la Costa de Oro brandeburguesa, donde se creó una colonia en la zona en 1682, y que posteriormente se transformaría en la Costa del Oro prusiana. En 1721 fue vendida a los neerlandeses. Los suecos tuvieron igualmente asentamientos en esta área, fundando la Costa del Oro sueca en 1650, pero fue ocupada por Dinamarca en 1663, pasando a formar parte de la Costa del Oro danesa. Los daneses habían estado en esta zona desde 1658. En 1850 todos los asentamientos se integraron en la Costa del Oro británica.
Los británicos habían ocupado toda la Costa del Oro para 1871. Capturaron más territorio hacia el interior tras las guerras anglo-asantes. La nación de Ghana se formó a partir del antiguo territorio de la Costa del Oro. En 1957, fue una de las primeras colonias en lograr la independencia.